# Шахана Ібадат кизи Гаджиєва
Шахана Ібадат кизи Гаджиєва (азерб. Şəhanə İbadət qızı Hacıyeva; нар. 6 липня 2000, Сумгаїт, Азербайджан) — дискваліфікована дзюдоїстка, переможниця літніх Паралімпійських ігор 2020 року у Токіо, чемпіонка Європи 2015 року серед дівчат у віковій категорії до 18 років і чемпіонка Європи 2023 року з паралімпійського дзюдо. Спортсценка має інші досягнення: срібна призерка чемпіонату світу 2018 року з паралімпійського дзюдо, переможниця Гран-прі з паралімпійського дзюдо в Баку 2019 року, срібна призерка Гран-прі з паралімпійського дзюдо в Токіо 2023 року та бронзова призерка в Ташкенті 2019 року.

## Біографія
Народилася 6 липня 2000 року. 2015 року виграла Кубок Європи серед дівчат до 18 років в Анталії у ваговій категорії до 40 кг. Того ж року виграла чемпіонат Європи серед дівчат до 18 років у Софії, здолавши у фіналі Лідію Марін з Румунії. У березні 2016 року виграла Кубок Європи серед дівчат віком до 18 років в Анталії у ваговій категорії до 44 кг. У травні того ж року взяла бронзу на Кубку Європи у Бельсько-Бяла.
2018 року посіла друге місце на чемпіонаті світу серед сліпих і людей з вадами зору в місті Одівелаш (Лісабон). На цьому ж чемпіонаті у складі жіночої збірної Азербайджану стала бронзовою призеркою командного турніру.

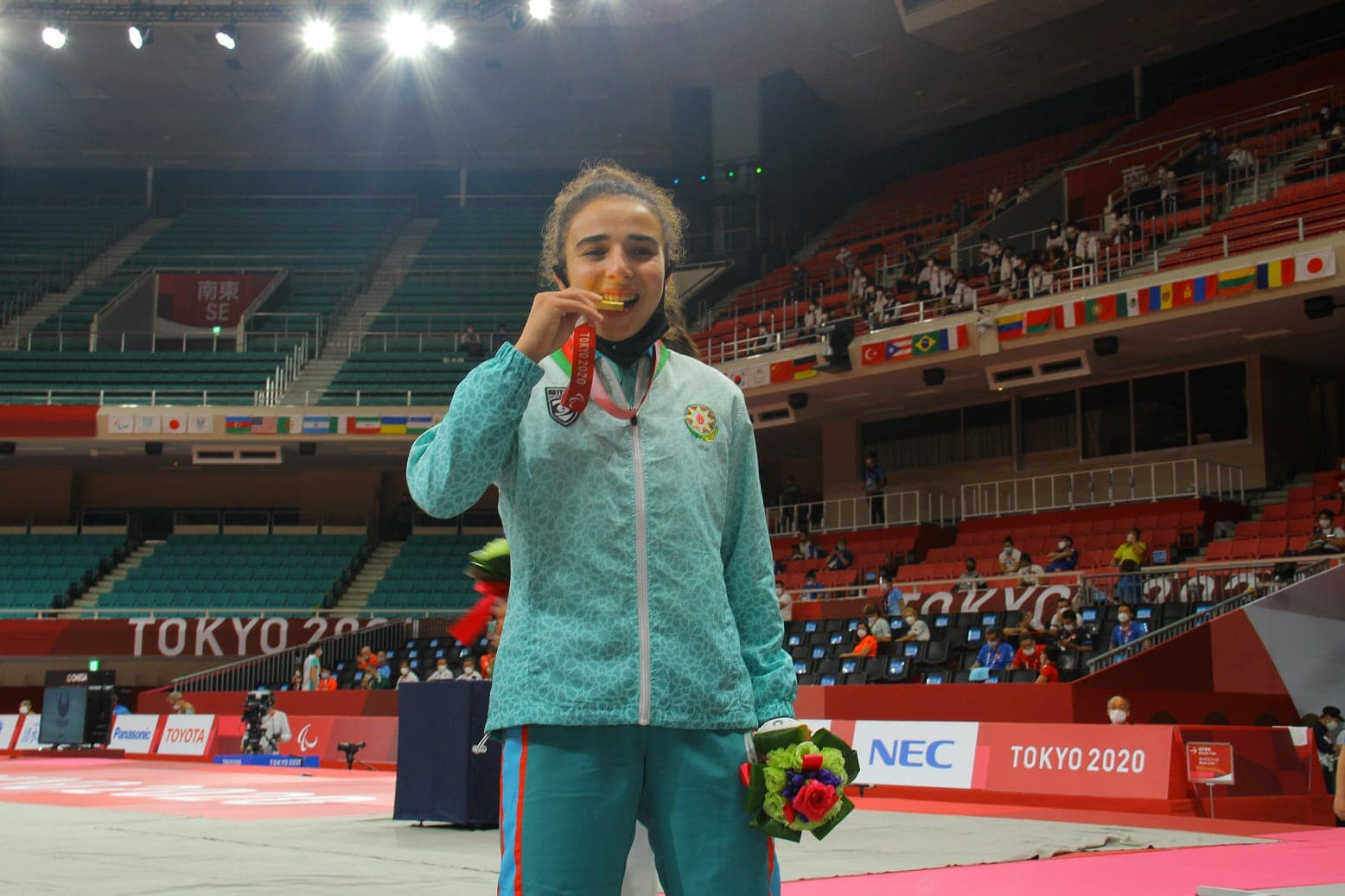
Гаджиєва після церемонії нагородження на Паралімпійських іграх 2020 у Токіо

2019 року виграла Гран-прі Баку серед сліпих і слабозорих, здолавши у фіналі іпоном чинну чемпіонку Паралімпійських ігор китаянку Лі Ліцін. Цього ж року виборола бронзову медаль на Гран-прі Ташкента серед сліпих і слабозорих.
У травні 2021 року виграла бронзу на Гран-прі Баку серед сліпих і слабозорих.
На літніх Паралімпійських іграх 2020 року в Токіо принесла збірній Азербайджану перше золото. На шляху до фіналу усі перемоги здобула достроково. У першому поєдинку здолала господарку татамі Сідзуку Хангаї, а у півфіналі виграла у росіянки Вікторії Потапової. У фіналі зустрілася із дзюдоїсткою з Франції Сандрі Мартіне. В основний час сутички суперниці обмінялися кидками на «вадза-арі», а в додатковий час Гаджиєва провела кидок і виграла золото на дебютних для себе Паралімпійських іграх.
Здобуття золотої медалі Шахана Гаджиєва прокоментувала так:
|  | Я тішуся, що в такому молодому віці стала чемпіонкою Паралімпіади. Рада, що завдяки цій перемозі у Токіо вперше пролунає гімн Азербайджану. Цю перемогу я присвячую своїм вчителям, батькам та всім нашим шехідам. Дуже сподіваюся, що партнери по команді продовжать успіх. |

Розпорядженням президента Азербайджанської Республіки Ільхама Алієва від 6 вересня 2021 року Шахана Гаджиєва за високі досягнення на XVI літніх Паралімпійських іграх у Токіо та заслуги у розвитку азербайджанського спорту нагороджена орденом «За службу Вітчизні I ступеня».
У листопаді 2022 року здобула бронзову медаль на домашньому чемпіонаті світу в Баку. На початку серпня 2023 року виграла золото на чемпіонаті Європи в Роттердамі. Наприкінці місяця їй вдалося здобути бронзу на Всесвітніх іграх серед сліпих і слабозорих спортсменів у Бірмінгемі.
У вересні 2023 року здобула бронзову медаль на домашньому Гран-прі в Баку. 4 грудня 2023 року виграла срібну медаль на Гран-прі в Токіо.
Після переходу категоризації парадзюдоїстів з B1, B2 та B3 до J1 та J2 зі списку допустимих захворювань для категорії J2 виключили багато офтальмологічних діагнозів. З цієї причини Міжнародна асоціація спорту для сліпих повторно спрямувала парадзюдоїстів на медичну класифікацію. У травні 2025 року в рамках медичної класифікації чемпіонату світу з парадзюдо в Астані виявилось, що Гаджиєва не має порушення зору відповідно до нових правил. Ухвалили рішення про її довічне усунення від участі у змаганнях з парадзюдо.